# نينا بيتري
نينا بيتري (بالألمانية: Nina Petri)‏ هي ممثلة ألمانية، ولدت في 16 يوليو 1963 بهامبورغ في ألمانيا. من الجوائز التي نالتها جائزة الفيلم الألماني ‏.

## أعمال

### أفلام
- (1998) اركضي لولا

## جوائز
- جائزة الفيلم الألماني [الإنجليزية]‏

## وصلات خارجية
- نينا بيتري على موقع IMDb (الإنجليزية)
- نينا بيتري على موقع مونزينجر (الألمانية)
- نينا بيتري على موقع ألو سيني (الفرنسية)
- نينا بيتري على موقع ميوزك برينز (الإنجليزية)
- نينا بيتري على موقع أول موفي (الإنجليزية)
- نينا بيتري على موقع قاعدة بيانات الأفلام السويدية (السويدية)
- نينا بيتري على موقع ديسكوغز (الإنجليزية)
- نينا بيتري على موقع قاعدة بيانات الفيلم (الإنجليزية)
- نينا بيتري على موقع كينوبويسك (الروسية)